# 都城市立西岳中学校
都城市立西岳中学校（みやこのじょうしりつ にしだけちゅうがっこう）は、宮崎県都城市美川町にある公立の中学校。

## 概要
歴史
1947年（昭和22年）の学制改革により、新制中学校として創立。現校名となったのは1965年（昭和40年）。2022年（令和4年）に創立75周年を迎えた。
校章
1960年（昭和35年）に校歌とともに制定。
校歌
1960年（昭和35年）に校章とともに制定。作詞は長嶺宏、作曲は有馬俊一による。歌詞は3番まであり、各番の歌詞中に校名の「西岳」が登場する。
通学区域
- 都城市立西岳小学校
- 都城市立吉之元小学校

## 沿革
- 1947年（昭和22年）- 学制改革が行われる（六・三制の実施）。
  - 4月1日 - 国民学校初等科は、新制小学校「西岳村立西岳小学校」に改組・改称。
  - 5月8日 - 国民学校高等科は、青年学校普通科とともに、新制中学校「西岳村立西岳中学校」に改組・改称。
- 1954年（昭和29年）1月 - 木造新校舎が完成。
- 1956年（昭和31年）7月15日 - 庄内町と西岳村が合併の上、「荘内町」となる。これにより、「荘内町立西岳中学校」に改称。
- 1960年（昭和35年）12月7日 - 校歌および校章を制定。
- 1965年（昭和40年）1月1日 - 都城市との合併により、「都城市立西岳中学校」（現校名）に改称。
- 1966年（昭和41年）3月 - 鉄筋コンクリート造2階建て新校舎が完成。
- 1968年（昭和43年）3月 - 体育館が完成。
- 1994年（平成6年）3月 - 新校旗を制作。
- 1996年（平成8年）10月 - 第1回交流スポーツ（わたげスポーツ）を開催。
- 1998年（平成10年）5月 - 新校舎が完成。創立50周年記念式典を挙行。
- 2003年（平成15年）9月 - 第1回西岳小中学校合同スポーツフェスタを開催。
- 2007年（平成19年）4月 - 運動場およびテニスコートに照明設備が完成。
- 2010年（平成22年）7月 - 水害により放送塔およびバンガロー小屋を撤去。
- 2013年（平成25年）3月 - 新体育館が完成。
- 2017年（平成29年）10月 - 第1回西岳小中学校合同カルチャーフェスタを開催。

## 交通アクセス
最寄りの鉄道駅
- JR九州 日豊本線 「大隅大川原駅」

最寄りのバス停留所
- 高崎観光バス 「西岳学校下」バス停

最寄りの幹線道路
- 宮崎県道31号都城霧島公園線（霧島バードライン）
- 宮崎県道・鹿児島県道105号馬渡大川原線

## 周辺
- 都城市立西岳小学校
- 西岳地区公民館・西岳地区市民センター
- 西岳市民広場
- 西岳市民広場野球場
- わかば森のこども園
- 宮崎森林管理署都城支署 西岳森林事務所
- 西岳郵便局